# Lucy Tyler-Sharman
Lucy Tyler-Sharman (ur. 6 czerwca 1965 w Louisville, USA) – amerykańska kolarka torowa reprezentująca Australię, brązowa medalistka olimpijska i dwukrotna medalistka mistrzostw świata.

## Kariera
Pierwszy sukces Lucy Tyler-Sharman osiągnęła w 1993 roku, kiedy została mistrzynią USA w wyścigu na 1 km oraz w sprincie indywidualnym. Trzy lata później, już w barwach Australii, wystartowała na igrzyskach olimpijskich w Atlancie. W wyścigu punktowym wywalczyła tam brązowy medal, ulegając jedynie Francuzce Nathalie Even-Lancien oraz Holenderce Ingrid Haringa. W tym samym roku zdobyła srebrny medal w indywidualnym wyścigu na dochodzenie podczas mistrzostw świata w Manchesterze w 1996 roku - lepsza była tylko Marion Clignet z Francji. Ostatni medal Tyler-Sharman zdobyła na mistrzostwach świata w Bordeaux, gdzie okazała się najlepsza w wyścigu punktowym, bezpośrednio wyprzedzając Holenderkę Leontien van Moorsel oraz Niemkę Judith Arndt.
Jej mężem był australijski kolarz Martin Vinnicombe.